# Rue Haxo
Pour les articles homonymes, voir Haxo.
La rue Haxo est une voie des 19e et 20e arrondissements de Paris en France.

## Situation et accès
La rue Haxo est desservie à proximité par la ligne 3 bis du métro à la station Saint-Fargeau.

## Origine du nom

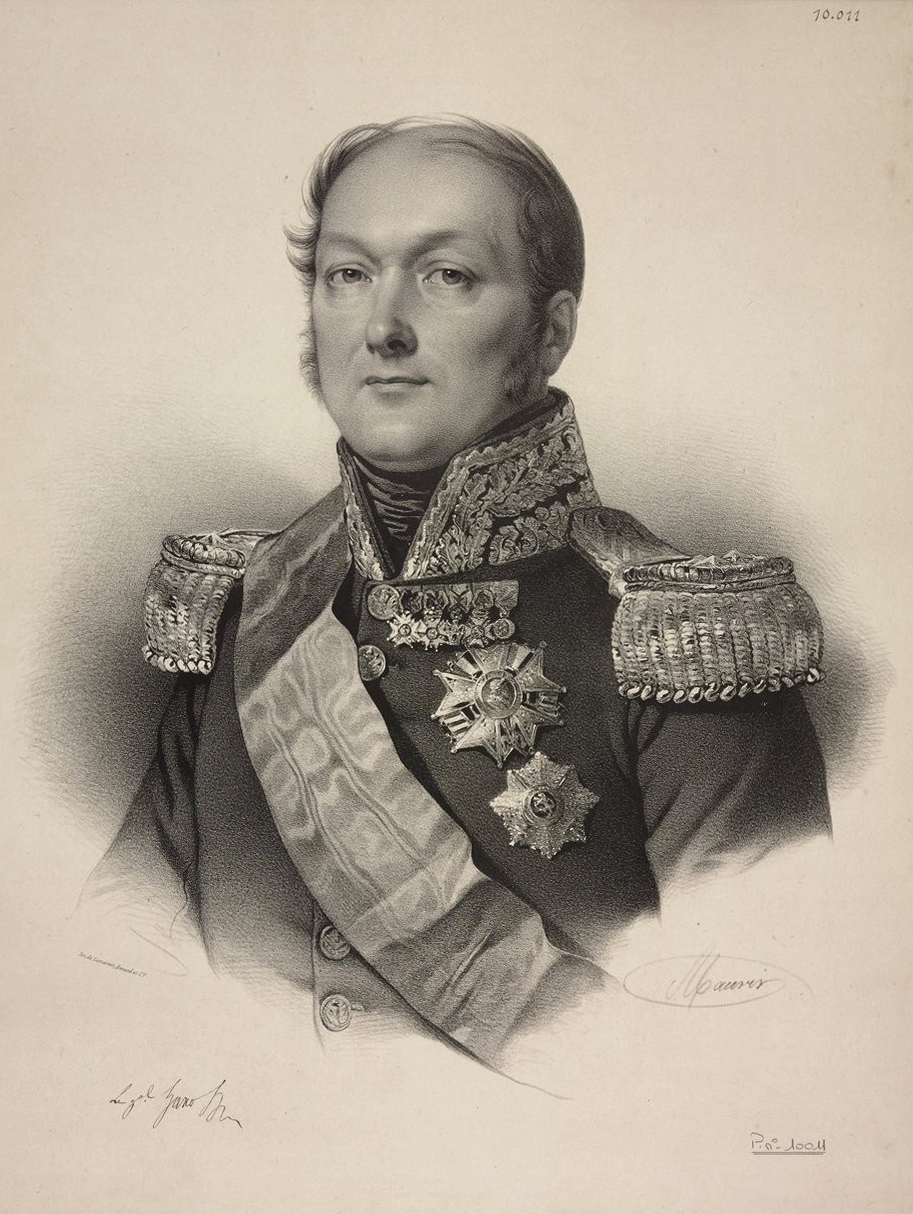
François Nicolas Benoît Haxo.

Elle porte le nom du général d'Empire François Nicolas Benoît Haxo (1774-1838).

## Historique
Au XVIIIe siècle, c'est une allée du parc du château de Ménilmontant.
Elle paraît occuper l'emplacement d'une allée de l'ancien parc du château de Ménilmontant. La partie nord de la rue Haxo, de la rue  de Belleville au boulevard Sérurier, a fait partie de la route départementale no 40 de Charonne à Pantin avant le rattachement de l'ancienne commune de Belleville à Paris en 1860.
Cette voie est constituée des anciennes « rue de Vincennes » entre les rues du Surmelin et de Romainville, « rue de Pantin » ou « rue du Pré-Saint-Gervais » entre la rue de Romainville et le boulevard Sérurier dans cette ancienne commune. Elle prend sa dénomination actuelle par un décret du 2 octobre 1865.
Au cours de l'épisode de la villa des Otages, cinquante et une personnes sont détenues à la prison de la Roquette : onze prêtres, parmi lesquels Pierre Olivaint et Yves Bazin de Jessey, trente-six gardes et gendarmes versaillais et quatre civils travaillant ou manipulés par la police. Ils sont transférés de la prison de la Roquette à la limite des fortifications, au 85, rue Haxo. À cet endroit, ces personnes sont fusillées le 26 mai 1871 par un peloton d'exécution communard, avec l'approbation de la population présente. D'après le livre de souvenirs de Maxime Vuillaume, Mes Cahiers Rouges au temps de la Commune, une autre personne est morte à cet endroit (la plaque commémorative mentionne d'ailleurs cinquante-deux victimes).
Ultérieurement, l'église Notre-Dame-des-Otages a été construite à cet emplacement, au no 81, commémorant la mémoire des cinquante-deux otages exécutés le 26 mai 1871 à cet endroit pendant la Semaine sanglante lors de la Commune de Paris.
Le 30 janvier 1918, durant la Première Guerre mondiale, le no 118 rue Haxo est touché lors d'un raid effectué par des avions allemands.

## Bâtiments remarquables et lieux de mémoire

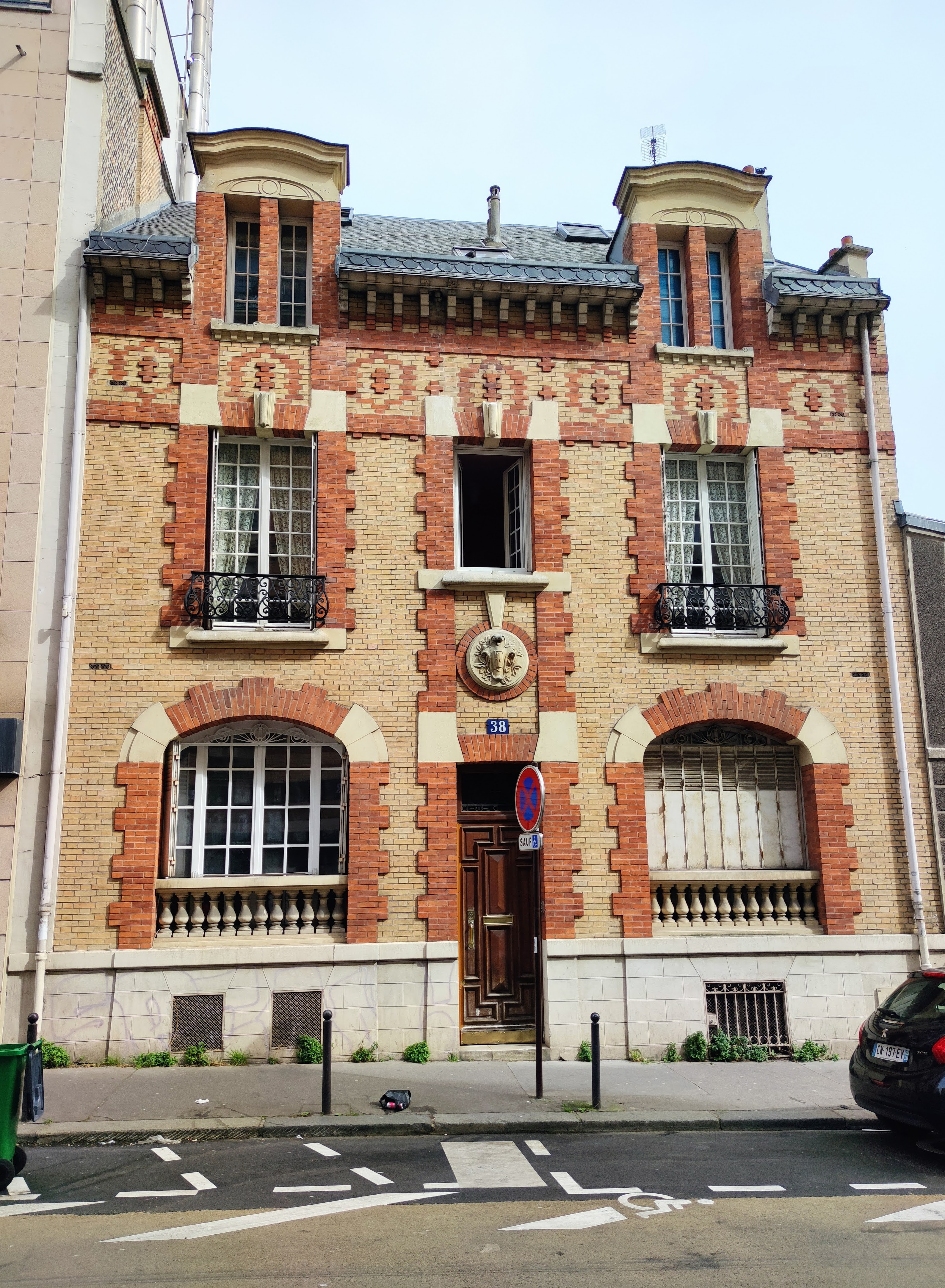
No 38.

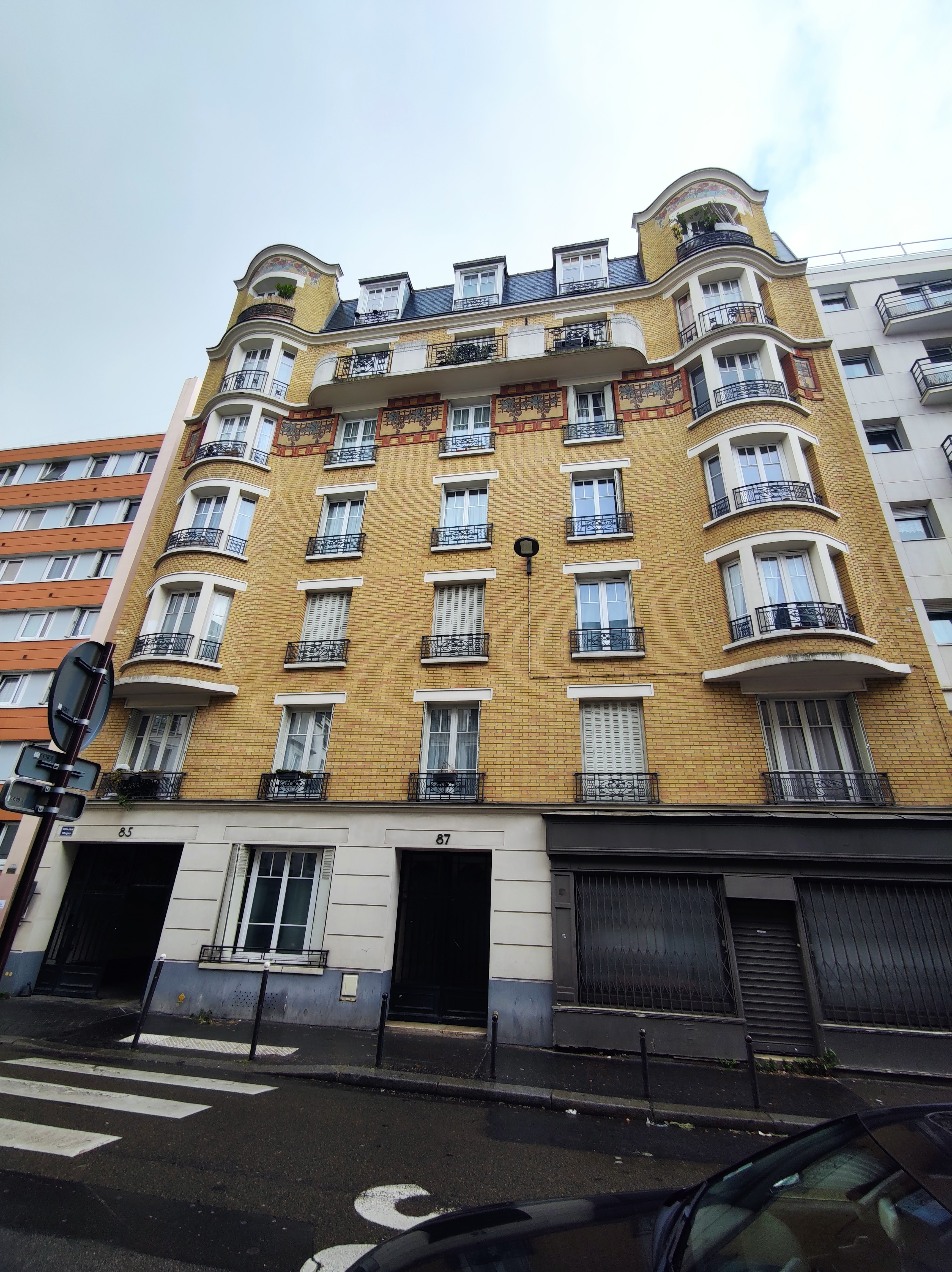
Nos 85-87.

- No 38 : ancienne maison de maître.
- No 81 : l'église Notre-Dame-des-Otages, qui commémore le massacre de la rue Haxo.
- No 93 : Centre médico-psychologique pour enfants Haxo.
- La station de métro « fantôme » Haxo se trouve sous le carrefour avec le boulevard Sérurier, au bout de la rue.

## La rue dans la littérature
Dans son best-seller Da Vinci Code, Dan Brown situe la rue Haxo à l'ouest de Paris à proximité du stade Roland-Garros et le siège d'une banque suisse au no 24 de la rue (adresse inexistante car les numéros pairs de 18 à 34 ne sont pas attribués, les terrains attenants étant notamment occupés par le réservoir de Ménilmontant et le débouché de la rue Darcy).